# Bundesautobahn 314
Pour les articles homonymes, voir A314.
La Bundesautobahn 314 était le nom du projet de Bundesautobahn dans le Land de Rhénanie-du-Nord-Westphalie.

## Histoire
L'A314 devait relier Münster aux Pays-Bas. Elle devait partir de Münster en passant par Steinfurt jusqu'au poste frontière de Gronau et y rejoindre la N 35 néerlandaise, qui continue jusqu'à Enschede.
À l'origine, outre la construction de l'A 314, le plan fédéral des infrastructures de transport prévoit également une extension de la Bundesautobahn 43 de Münster à Rheda et la construction d'une Bundesautobahn 47 traversant la Westphalie orientale. Cela aurait créé une connexion directe entre la Westphalie orientale et les Pays-Bas. Cependant, il est décidé dans les années 1970 de construire la Bundesautobahn 33 pour cette tâche, décision désormais mise en œuvre.
Les projets de construction d'une A 314 sont finalement abandonnés dans les années 1990. La Bundesstraße 54 longe désormais le tracé prévu, qui ne comporte aucune intersection dans cette zone et est construite comme une autoroute à trois voies.